# Antonio Blanco (peintre)
Pour les articles homonymes, voir Blanco et Antonio Blanco.

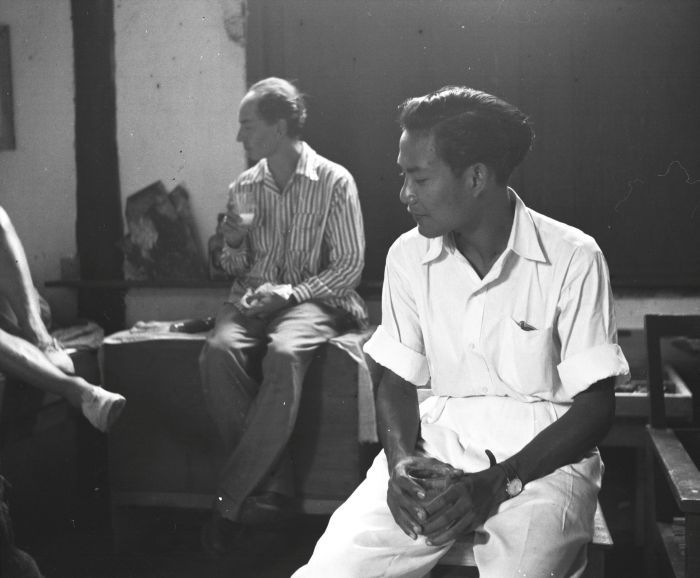
Blanco (à gauche) chez lui à Ubud.

Antonio Maria Blanco, né le 15 septembre 1912 à Manille, aux Philippines, et mort le 10 décembre 1999  à Ubud, île de Bali en Indonésie, est un peintre d'origine espagnole et américaine.

## Biographie
Antonio Blanco passe son enfance aux Philippines. Il vit ensuite à Ubud sur l'île de Bali. 

## Postérité
Sa maison, située sur une colline à Ubud, est à présent le musée Don Antonio Blanco qui lui est consacré.

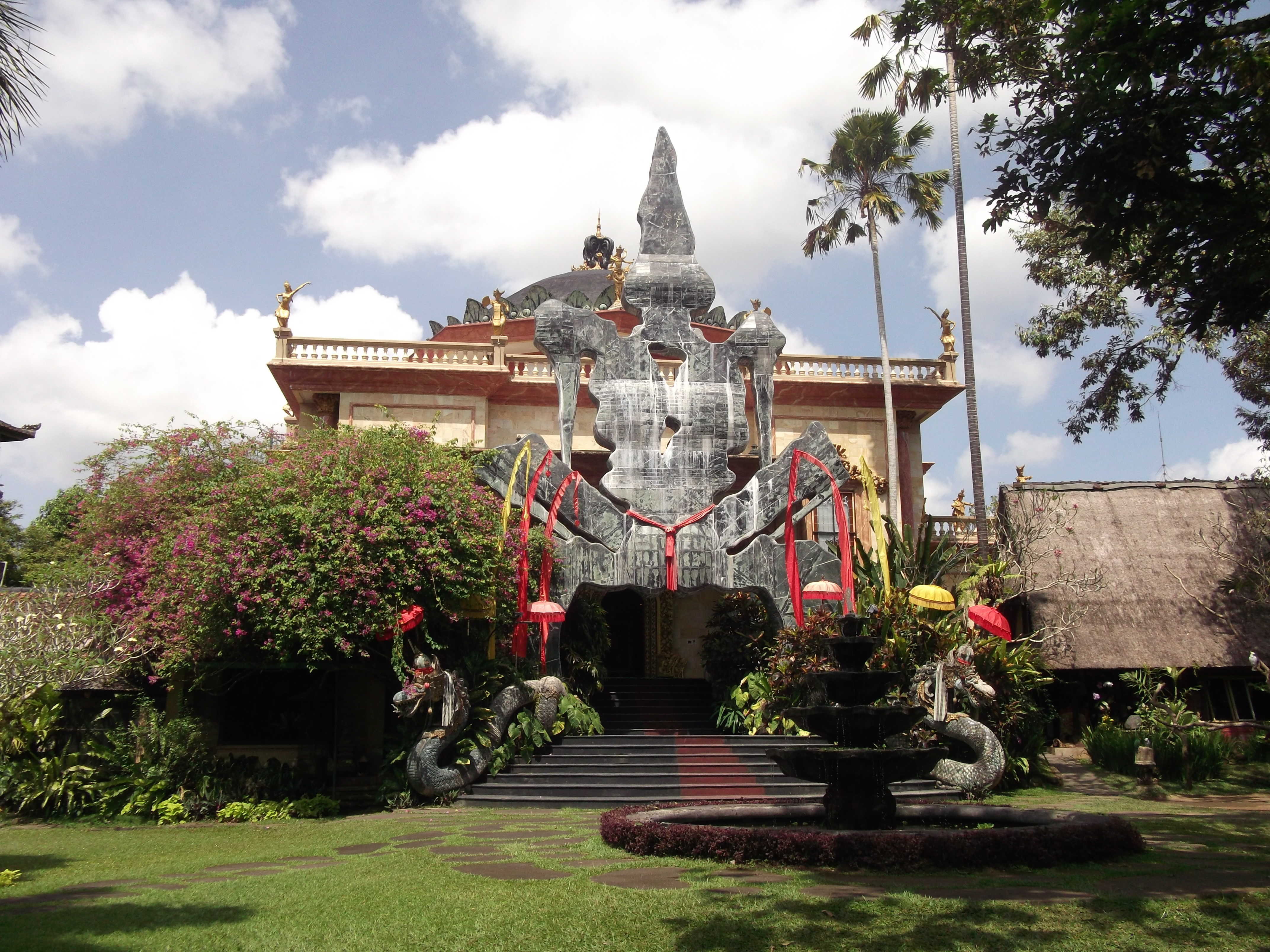
La maison/musée d'Antonio Blanco à Ubud
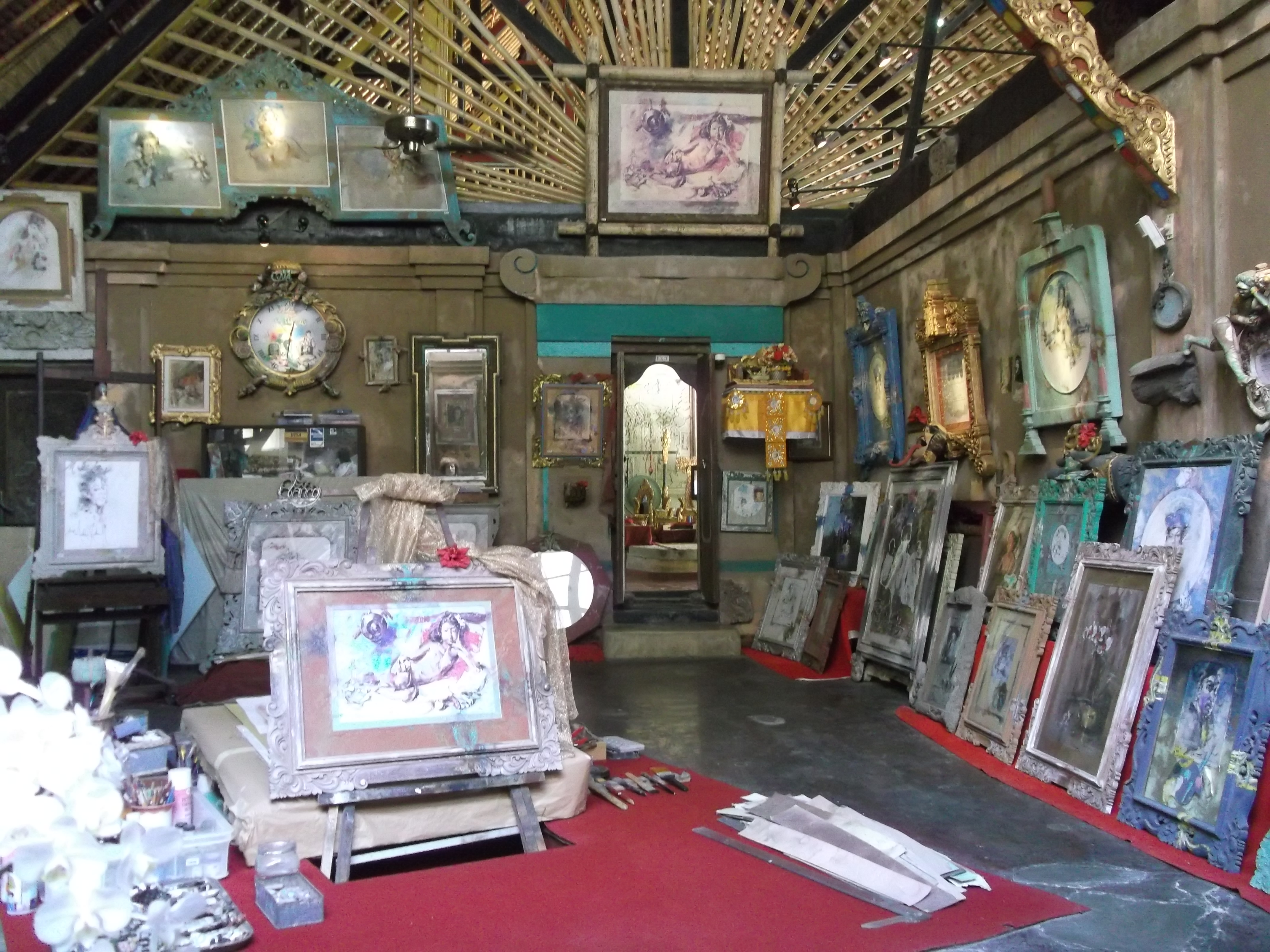
L'atelier d'Antonio Blanco dans son musée à Ubud